# Kaple Nejsvětější Trojice (Prostějov)
Kaple Nejsvětější Trojice je římskokatolická modlitebna v areálu u kostela Povýšení sv. Kříže v Prostějově.
Stojí na základech bývalé kapitulní síně augustiniánského kláštera. Jádro stavby je ze 14. století, přestavba z roku 1678. Kaple byla po vpádu švédských vojsk zastřešena a opravena měšťanem Janem Hulíkem, který je zde pochován se svou manželkou. Kapli vysvětil biskup Jan Josef Breuner 1679. Po velkém požáru města 1697 byla konsekrována biskupem Juliánem z Braidy. Nad hlavním oltářem se nacházelo ikonografické znázornění Nejsvětější Trojice. Od roku 1896 se kapli přezdívalo "Lurdská kaple" protože byla uvnitř umístěna socha Panny Marie Lurdské a místo svou výmalbou připomínalo jeskyni. V roce 1912 byl vymalován presbytář a 1923 zbytek kaple. Výmalbu v beuronském stylu provedl benediktin bratr Jaroslav Pantaleon Major. V 90. letech minulého století zde byla objevena freska ukřižovaného Krista. Varhany jsou od Vojtěcha Káše z Brna. V roce 1998 bylo v kapli nalezeno 20 hrobů včetně hrobu třicetiletého muže, jehož ostatky byly poškozeny pověrčivými vandaly, kteří se pravděpodobně domnívali, že šlo o revenanta.  Vzhledem k blízkosti farního kostela se v kapli slouží bohoslužby pouze příležitostně, konají se zde kulturní akce, svatby a obřady řeckokatolické církve.

## Náhrobní kameny
Náhrobní kameny v kapli pocházejí ze zrušeného hřbitova v Římském dvoře.
- Náhrobní kámen Petra Čejky
- Náhrobní kámen paní Žofky
- Náhrobní kámen kožešníka Albrechta